# Dawid Niezwyciężony

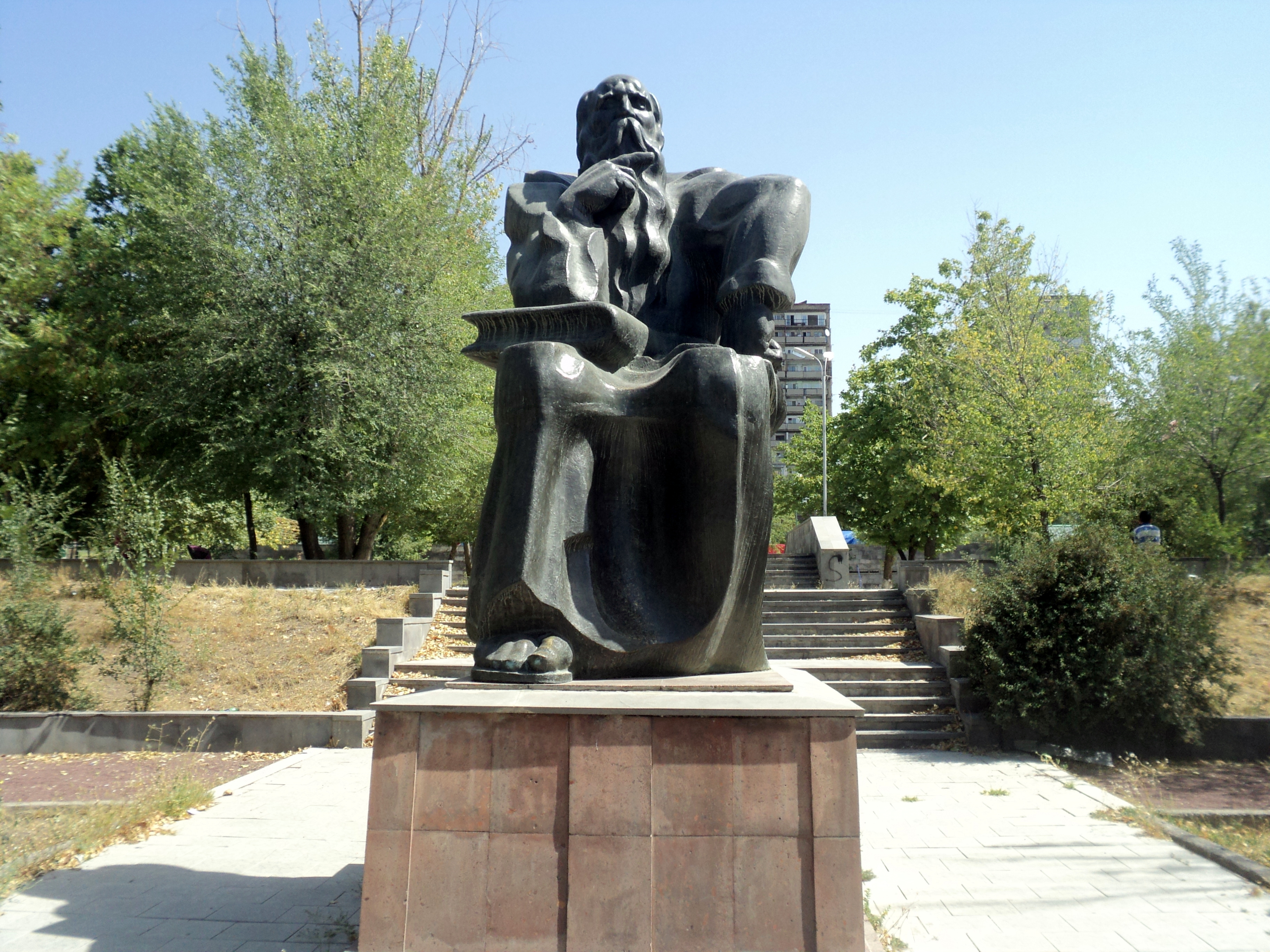
Pomnik Dawida w Nagornym Karabachu

Dawid Niezwyciężony (Anhahth) albo Dawid Armeńczyk (arm.: Դավիթ Անհաղթ, Dawid Anhaght) – bizantyński filozof neoplatoński pochodzenia ormiańskiego, żyjący na przełomie V i VI wieku, przedstawiciel szkoły aleksandryjskiej. Święty Kościoła ormiańskiego.

## Postać
Dawid, wraz z równie co on enigmatycznymi Eliaszem i Stefanem, należy do ostatniego pokolenia aleksandryjskiej szkoły neoplatońskiej, której najwybitniejszymi przedstawicielami byli Amoniusz, syn Hermiasza i jego uczniowie Jan Filopon i Olimpiodor, a poniekąd także Symplicjusz. W przypisywanych mu pracach Dawid czterokrotnie powołuje się na Olimpiodora jako swego nauczyciela. Olimpiodor nauczał w Aleksandrii od połowy lat 20. VI wieku po późne lata 60. W tych ramach czasowych można więc na podstawie zachowanych tekstów umieścić działalność Dawida.
Oprócz rękopisów greckich pism Dawida, zachowała się spora ilość rękopisów, głównie skróconej wersji Definicji filozofii, w języku ormiańskim. Nie wiadomo, kiedy dokonano przekładu, najstarsze rękopisy pochodzą z XIV wieku. Z tradycji ormiańskiej pochodzą też główne informacje biograficzne dotyczące Dawida. Według nich Dawid był uczniem Mesropa Masztoca i katolikosa Sahaka I, a kolegą Mojżesza Choreńskiego. Uczeni są zgodni co do tego, że Dawid musiał przyjść na świat po śmierci Mesropa i Sahaka I, około 470 roku, w mieście Nergin, w Taronie. W latach 20. VI wieku studiował filozofię w Aleksandrii, u Olimpiodora. Następnie spędził kilka lat w Atenach i Konstantynopolu, gdzie jego oratorskie umiejętności zdobyły mu przydomek „Niezwyciężonego”. Pod koniec życia powrócił do Armenii. Jego nauczanie napotkało na sprzeciw części duchowieństwa. Dawid schronił się do klasztoru Hahpat, gdzie zmarł między 550 a 560 rokiem. Według Arakela Sjuneci (XIV w.), prześladowany w ojczyźnie, schronił się w Gruzji, gdzie zmarł . Został kanonizowany przez kościół ormiański.
Tradycja bizantyńska (Focjusz, Księga Suda) nie zachowała wiadomości o Dawidzie. Atrybucja najstarszych, zachowanych rękopisów greckich jest niewyraźna. Są przypisywane albo Eliaszowi, albo Nicetasowi z Paflagonii, który przyjął zakonne imię Dawid, filozofowi żyjącemu w X wieku. Dopiero młodsze kodeksy, jeden pochodzący z XIV wieku i kilka pochodzących z wieku XVI, podają jako autora „Dawida”. Okoliczności te skłoniły część uczonych do podania w wątpliwość faktu istnienia Dawida. Twierdzą oni, że anonimowe początkowo zbiory notatek mogły zostać w późniejszym czasie opatrzone czcigodnym chrześcijańskim imieniem dla zwiększenia ich autorytetu.

## Pisma
Dawid jest autorem Definicji filozofii, Analizy «Wprowadzenia» Porfiriusza i Interpretacji «Analityk» Arystotelesa. Fragmenty Definicji filozofii ukazały się w przekładzie E. Słuszkiewicza w 10. zeszycie Menandra z 1971 roku (s. 427-433). Komentarz do Kategorii Arystotelesa, w niektórych rękopisach również opatrywany imieniem Dawida, jest obecnie przez większość uczonych przypisywany Eliaszowi.
W zachowanych pismach Dawid czyni również aluzje do własnych komentarzy: do  O interpretacji i do Fizyki, które nie są znane.

## Poglądy

### Ogólna charakterystyka
Zarówno Definicje filozofii jak i komentarze Dawida posiadają formę wypracowaną w szkole aleksandryjskiej. Całość materiału jest podzielona na mniej lub bardziej zwięzłe „wykłady” zwane praxeis. Strukturę tę po raz pierwszy wprowadził do swoich tekstów Olimpiodor. Na Definicje składają się 24 rozdziały. W ich tytule widnieje informacja, że zostały spisane z głosu Dawida, co oznacza, że nauczyciel czytał na głos, a uczniowie spisywali, a następnie kopiowali jego wykłady.
Wykłady dla początkujących, wprowadzające w filozofię, stanowiły standardowy element wyższego wykształcenia aleksandryjskiego. Dawali je Amoniusz i Olimpiodor. W miarę upływu czasu ich tekst się jednak rozrastał. Wprowadzenie do filozofii Eliasza jest dwukrotnie dłuższe od Amoniuszowego, a Definicje Dawida – czterokrotnie dłuższe. O ile wykłady Amoniusza były suche i zwięzłe, a praca Eliasza miała charakter rozrywki intelektualnej, to Dawid jawi się w Definicjach jako człowiek zafascynowany filozofią. Jego tekst jest rodzajem zachęty skierowanej do studentów do miłowania mądrości. Elementy zaczerpnięte z pogańskiej filozofii są w nim nadal bardzo silne: świat jest wieczny, ciała niebieskie – boskie, autor mówi o nieracjonalnych duchach zemsty i o długowiecznych nimfach. Dawid nakłania uczniów, by przyjęli grecką filozofię jako zobowiązanie do pewnego rodzaju życia. Filozofia czyni bowiem swego adepta podobnym do Boga, ma on te same przymioty, w szczególności uniwersalną wiedzę. Dawid kończy swoje wykłady stwierdzeniem, że filozofia ozdabia ludzkie dusze i wznosi duszę z ciemnej cielesności tego życia, do tego, co boskie i niematerialne.

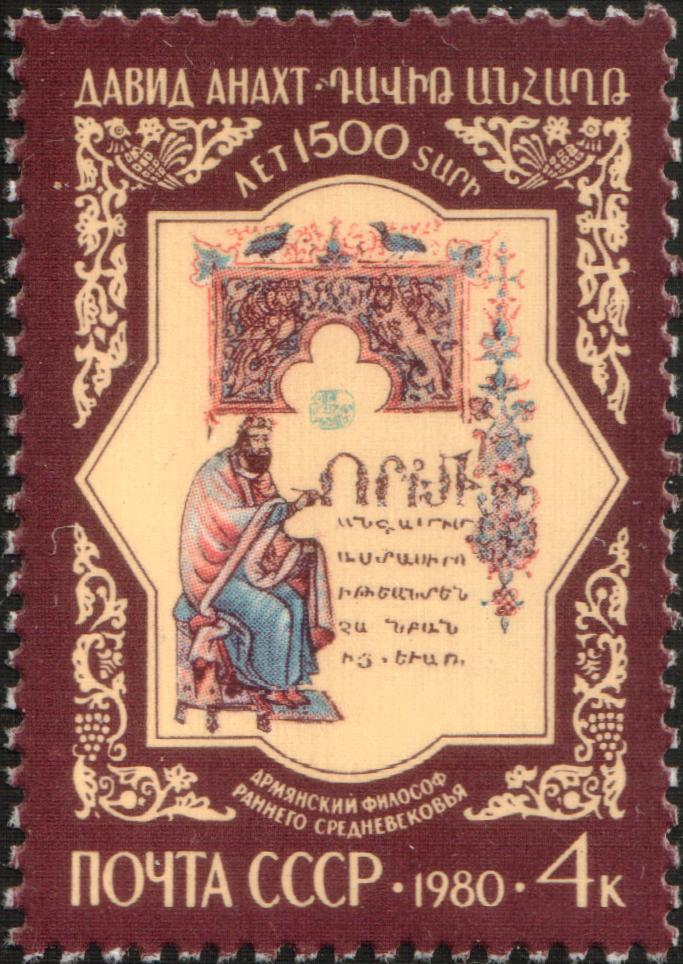
Znaczek z 1980 r. z Dawidem Ahnahthem

Kontynuacją Definicji jest Analiza «Wprowadzenia» Porfiriusza. Są to wykłady na temat Wprowadzenia do «Kategorii» Arystotelesa (Isagogi), które Porfiriusz napisał dla senatora Chryzariusza, mającego duże trudności ze zrozumieniem tego dzieła Arystotelesa. Dawid mówi uczniom, że Porfiriusz napisał ten popularny i wpływowy tekst, żeby wyjaśnić znaczenie pięciu kluczowych terminów metafizyki Arystotelesa: rodzaju, gatunku, różnicy, właściwości istotnych i przypadłościowych, po czym wprowadza ich w Porfiriuszowy tekst. Wyjaśnia przy tym, że nie służy on jedynie do zrozumienia Kategorii Arystotelesa, ale stanowi przygotowanie do filozofii w ogóle, niezależnie od ćwiczenia w metodzie dialektycznej. Jego zdaniem terminy Porfiriusza stanowią podstawę każdego rodzaju rozumowania.

### Teoria poznania
Istnieją trzy przedmioty myśli: rzeczy niemające realnego istnienia np. stworzenia mityczne, jak kozłojeleń, które stwarza myśl; rzeczy mające istnienie ale wątpliwe, jak antypody, o których nie wiadomo czy istnieją czy nie oraz rzeczy istniejące w sposób niewątpliwy, jak człowiek czy koń; wreszcie byty, jak Bóg, dostępne tylko dla umysłu. Poznanie od rzeczy poznawalnych zmysłowo podąża ku niematerialnym formom, a kończy się na absolutnie niematerialnym bożym bycie. O ile Boga nie poznajemy bezpośrednio, to przez dzieła przyrody, jako Jego stworzenia, możemy rozpoznać Go jako ich Twórcę. Aby dojść do poznania Boga konieczne jest poznanie najpierw abstrakcyjnych form i symboli, przygotowujących umysł do poznania absolutnie niematerialnego bytu Boga .
Bóg jest nieśmiertelnym i bezcielesnym Wyższym Bytem, znajdującym się wewnątrz czasu i przestrzeni, Pierwszym Poruszycielem, niezmienną Przyczyną wszelkiego ruchu. Poznanie Go jest głównym zadaniem filozofii. Dawid nie podziela neoplatońskiego poglądu o całkowitej niepoznawalności Boga, lecz idąc za tendencjami perypatetyckimi szkoły aleksandryjskiej uznaje Boga za konieczny cel poznania .
Pierwszy stopień poznania, bez którego nie sposób poznać świata, to poznanie zmysłowe. Opierając się na nim myśl dochodzi do poznania form mających przedmiotowo materialny byt, a myślnie niematerialny. Na tym etapie poznania umysł poznaje obrazy materialnych rzeczy wyabstrahowane od ich materialnego substratu, jakim jest materia. Formy materialne, choć nie mogą istnieć bez materii, jak trójkąt czy kwadrat i przebywają w kamieniu, drzewie albo w jakiejś innej rzeczy, ujęte przez myśl nie mają cech materialnych. Podobnie wosk, który odbija znak pierścienia, nie przyjmuje nic materialnego z pierścienia. Trzeci stopień poznania dotyczy bytów, które i realnie i myślnie istnieją niematerialnie, jak Bóg, anioł, dusza, rozum .
Człowiek dysponuje pięcioma władzami poznawczymi: zmysłami, wyobraźnią, mniemaniem, myślą i umysłem. Pierwsze cztery są podstawą działania, nauki i sztuki. Piąty jest podstawą wyższej formy poznania – filozofii. Na tej drodze poznaje się byty ogólne i niezmienne .

### Metodologia, logika i etyka
W związku z trzema stopniami poznania Dawid dzieli ludzką wiedzę na fizykę – zajmującą się poznaniem świata rzeczy materialnych, matematykę – badającą abstrakcyjne formy i symbole ciał materialnych i teologię (metafizykę) – zajmującą się poznaniem świata niematerialnego. Te trzy dyscypliny składają się na teoretyczną część filozofii. W skład filozofii praktycznej wchodzą: etyka, ekonomia i polityka. Dyscyplinami przygotowującymi do uprawiania filozofii są: gramatyka, retoryka i logika. Przedmiotem filozofii teoretycznej jest badanie władz poznawczych duszy, a celem – poznanie świata istniejącego niezależnie od człowieka. Przedmiotem filozofii praktycznej są takie cnoty jak męstwo, roztropność, sprawiedliwość, a jej celem – zbawienie człowieka. Filozofia teoretyczna pomaga praktycznej unikać zła i w miarę możliwości człowieka upodobnić się do Boga. Ciało człowieka jawi się jako czasowe mieszkanie duszy. Zadaniem filozofii jest prowadzić duszę przez doświadczenia życiowe i pomóc poprzez poznanie i oczyszczenie zjednoczyć się z Bogiem. Dawid nazywa filozofię nauką o Bożych i ludzkich rzeczach .
Za podstawę logiki uznaje Dawid dedukcję (sylogizm). Uważa, że dowodzenie idące od poznania częściowego do całościowego nie daje dostatecznej pewności. Daje ją natomiast sylogizm i metoda apodejktyczna, dzięki której można uznać logikę za część filozofii. Dzięki niej możliwe jest rozróżnianie w filozofii teoretycznej prawdy od fałszu, a w praktycznej – dobra od zła. W kwestii stosunku szczegółów do ogółów Dawid zajmuje stanowisko nominalistyczne .
Filozofia Daiwda ma nastawienie etyczne. Spośród sześciu definicji filozofii znajdujących się w jego pismach centralne miejsce zajmują dwie definicje etyczne: filozofia jest upodobnianiem się człowieka do Boga w miarę jego sił i jest rozmyślaniem o śmierci. Człowiek jest obrazem Boga, a celem filozofii jest przez oczyszczenie duszy dążyć do zlania się z pierwowzorem i nie dopuścić do skażenia obrazu. Filozofia pomaga człowiekowi zwyciężyć śmierć i zbawić duszę od grzechów i panującego w świecie zła .

## Wpływ
Traktaty Dawida cieszyły się ogromną popularnością na obszarze kultury ormiańskiej. W samej tylko bibliotece rękopisów Mattenadaran znajduje się blisko 500 manuskryptów zawierających tekst jego dzieł, nie licząc komentarzy i interpretacji. Dzieła Dawida były czytane i komentowane do końca XVIII wieku przez takich filozofów ormiańskich, jak Wagram Rabuni, Owaness Worotneci, Grzegorz Tatewaci, Arakel Sjuneci, Symeon Dżugaeci. Zaszczepione przez niego zainteresowanie dla filozofii antycznej zaowocowało działalnością filohelleńskiej szkoły, w której dokonano przekładu na armeński dzieł Platona, Arystotelesa, Porfiriusza, Filona Aleksandryjskiego i innych. Dawidowa klasyfikacja nauk wpłynęła na krystalizację różnych gałęzi wiedzy i dyscyplin naukowych w średniowiecznej Armenii. Jego logika stała się podstawą rozwoju logiki armeńskiej .
Spośród filozofów arabskich z pism Dawida korzystał Ibn al-Tayyib (ok. 980-1043) w swych komentarzach do Isagogi i Kategorii. W Bizancjum Definicje Dawida były przedmiotem studiów filozoficznych. Bizantyńczycy znali też komentarz Dawida do Isagogi. Spośród filozofów bizantyńskich znali go Jan z Damaszku (ok. 675-ok. 749) i Nicefor Blemmydes (1197-ok. 1272) .